# Kick It
A Kick It című dal Marusha német techno előadó  2007. november 16-án megjelent kislemeze, mely az énekesnő Heat című albumán található. A dal a német kislemezlista 70. helyéig jutott.

## Megjelenések
CD Maxi-Single  ElektroMotor – MOT07612
1. Kick It	3:32
2. Kick It (Lick It ! Mix) 5:53 Remix – Muhm, Supa DJ Dmitry
3. Kick It (Stick It ! Mix) 3:48 Remix – Haze, Supa D
4. Kick It (Adrian Bahil Mix) 7:39 Remix – Adrian Bahil
5. Kick It (Adrian Bahil Dub) 7:36 Remix – Adrian Bahil

## Külső hivatkozások
- Nézd meg a videóklipet a YouTube-on[3]
- A dal a hitparade.ch oldalon[4]